# Motowiązanie
Motowiązanie, klajdunek (z niem. Kleidung – ubranie) – sposób zabezpieczenia splotu liny poprzez owinięcie bandażem z płótna żaglowego i bardzo ciasne obwiązanie nicią żaglową lub juzingiem, zazwyczaj z użyciem narzędzia zwanego owijakiem lub łyżką do motowiązania.
Motowiązanie na linach stalowych zabezpiecza sploty przed brudem i wilgocią, a jednocześnie chroni dłonie przed poranieniem sterczącymi końcówkami pokrętek stalówki (liny stalowej).